# Heterapoderopsis tonkineus
Heterapoderopsis tonkineus là một loài bọ cánh cứng trong họ Attelabidae. Loài này được Pic mô tả khoa học năm 1929.